# Jegor Mechoncev
Jegor Leonidovič Mechoncev (rusky Егор Леонидович Мехонцев) (* 14. listopadu 1984, Asbest, Sovětský svaz) je bývalý ruský profesionální boxer, nastupující v polotěžké váze.
Je olympijským vítězem z her 2012 v Londýně. O rok dříve získal bronz na amatérském mistrovství světa v Baku a je amatérským mistrem světa v těžké váze z roku 2009, kdy se šampionát konal v Miláně. Dvakrát se stal mistrem Evropy v těžké váze.
V roce 2013 započal profesionální kariéru. Je 185 cm vysoký a je levák.

## Medaile z mezinárodních amatérských soutěží
- Olympijské hry – zlato 2012 (polotěžká váha)
- Mistrovství světa – zlato 2009 (těžká váha), bronz 2011 (polotěžká váha)
- Mistrovství Evropy – zlato 2008 a 2010 (oboje těžká váha)

## Profibilance
14 utkání – 13 vítězství (8× k.o.) – 1 remíza – 0 porážek
| Výsledek | Bilance | Soupeř                   | Typ výsledku     | Kolo    | Datum      | Místo konání                                     |
| výhra    | 1-0     | PJ Cajigas               | TKO              | 3. ze 4 | 7.12.2013  | Boardwalk Hall, Atlantic City, USA               |
| výhra    | 2-0     | Atthaporn Jaritram       | TKO              | 2. z 6  | 22.2.2014  | Cotai Arena, Macao, Čína                         |
| výhra    | 3-0     | Dwayne Williams          | TKO              | 3. z 6  | 11.4.2014  | Mandalay Bay Resort & Casino, Las Vegas, USA     |
| výhra    | 4-0     | Mike Mirafuente          | ukončení po kole | 3. z 6  | 19.7.2014  | Cotai Arena, Macao, Čína                         |
| výhra    | 5-0     | Samuel Miller            | TKO              | 3. z 8  | 6.9.2014   | Laredo Energy Arena, Laredo, USA                 |
| výhra    | 6-0     | Jinner Guerrero          | KO               | 2. z 8  | 8.11.2014  | Events Center, Pharr, USA                        |
| výhra    | 7-0     | Joey Vegas               | body (3:0)       | 8 kol   | 28.11.2014 | Lužniki, Moskva, Rusko                           |
| výhra    | 8-0     | Marcelo Leandro Da Silva | TKO              | 1. z 8  | 14.3.2015  | Civic Auditorium, Glendale, Kalifornie           |
| výhra    | 9-0     | Hakim Zoulikha           | body (3:0)       | 8 kol   | 1.5.2015   | The Cosmopolitan of Las Vegas, Las Vegas, Nevada |
| výhra    | 10-0    | Jackson Junior           | body (3:0)       | 8 kol   | 11.9.2015  | The Cosmopolitan of Las Vegas, Las Vegas, Nevada |
| výhra    | 11-0    | Felipe Romero            | body (3:0)       | 10 kol  | 30.1.2016  | Marriott Convention Centre, Burbank, Kalifornie  |
| výhra    | 12-0    | Victor Barragan          | KO               | 5. z 8  | 2.4.2016   | Oceanview Pavilion, Port Hueneme, Kalifornie     |
| remíza   | 12-1-0  | Alexander Johnson        | body             | 8 kol   | 7.8.2016   | Casino Del Sol, Tucson, Arizona                  |
| výhra    | 13-1-0  | Gusmyr Perdomo           | body (2:1)       | 8 kol   | 22.7.2017  | Rudé náměstí, Moskva, Rusko                      |